# Latin jazz

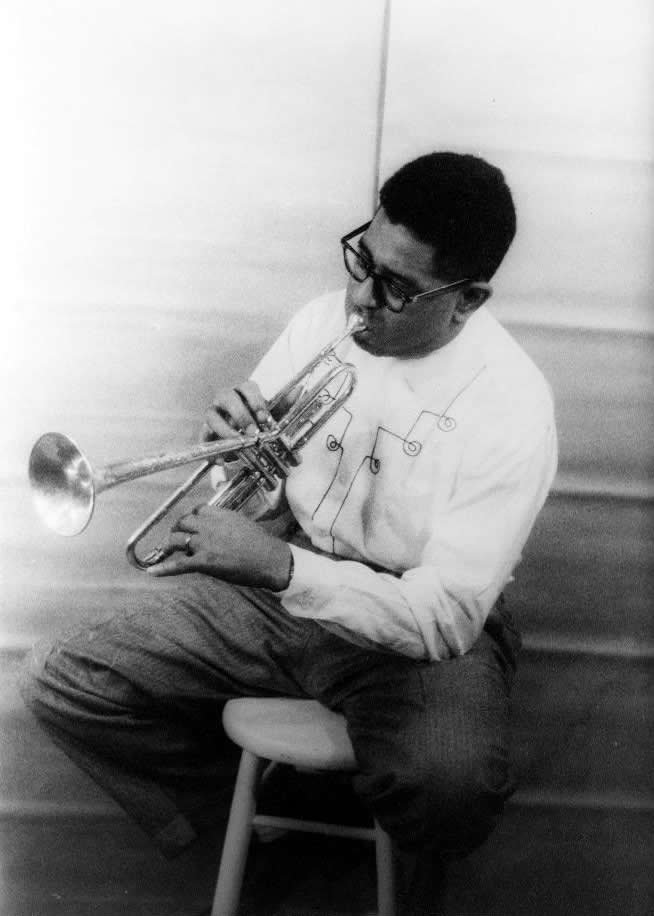
Dizzy Gillespie var med och populariserade afrokubansk latin jazz

Latin jazz är en musikstil som kombinerar jazz med latinamerikanska rytmer, ofta hämtade från afrokubansk eller brasiliansk musik. Latinamerikanska rytminstrument såsom congas, timbales och claves är vanliga, i kombination med ofta bebop-influerad jazzmusik. Stilen populariserades på 1940-talet av bland annat Dizzy Gillespie. Till senare musiker hör Tito Puente och Poncho Sanchez. En närliggande genre är bossa nova.